# 川西村 (広島県)
川西村（かわにしむら）は、広島県双三郡にあった村。現在の三次市の一部にあたる。

## 地理
馬洗川支流・美波羅川の流域に位置していた。

## 歴史
- 1889年（明治22年）4月1日、町村制の施行により、三谿郡三若村、有原村、上田村、石原村、海渡村、糸井村が合併して村制施行し、川西村が発足[1][2]。旧村名を継承した三若、有原、上田、石原、海、糸井の6大字を編成。
- 1891年（明治24年）6月10日、大字糸井を三谿郡田幸村に編入[1][2]。5大字となる[2]。
- 1898年（明治31年）10月1日、郡の統合により双三郡に所属[1][2]。
- 1955年（昭和30年）11月3日、大字有原の一部を双三郡三和町に編入[1][2]。
- 1958年（昭和33年）2月11日、三次市に編入され廃止[1][2]。

### 地名の由来
村域を流れる美波羅川を近世西川と称したことから。

## 産業
- 農業[2]

## 教育
- 1948年（昭和23年）県立塩町高等学校川西分校が開校したが、1956年（昭和31年）閉校[2]。